# Поруч з тобою
«Поруч з тобою» («Рядом с тобой») — радянський телефільм 1976 року, знятий режисером Миколою Жуковим на Свердловській кіностудії.

## Сюжет
Телефільм за мотивами повісті О. Драбкіної «…І трохи попереду». Героїня фільму — Маша, — готуючись до вступу до педагогічного інституту, вирішила попрацювати вожатою у піонерському таборі.

## У ролях
- Світлана Михалькова — Маша, піонервожата Марія Ігорівна
- Андрій Циганов — Женька Лобанов
- Андрій Колмогоров — Андрій Купчинкін
- Юра Суєтін — Андрій Новіков
- Женя Зеленков — Вовка Гущин
- Володя Яловенко — Льонька Іванов
- Оксана Комарова — Люда Кокарєва, голова ради загону
- Олена Смирнова — Ніна Клейменова, редактор стінгазети
- Федя Останін — Морошкін
- Геннадій Миронов — Муромцев
- Коля Гранчевич — Вітя Шорохов
- Олена Урасова — Віра Сучкова
- Таня Лапицька — Оля Анікіна, член ради дружини
- Анатолій Азо — Дмитро Степанович Лобанов, відомий хірург, батько піонера Женьки
- Галина Рогачова — Ніна Іванівна, начальник піонерського табору
- Валентина Хмара — Нора Семенівна, піонерводжата
- А. Суворов — Віктор Михайлович, вихователь піонерського загону
- А. Югов — епізод
- Гелена Івлієва — мати Андрія Купчинкіна
- Надія Рєпіна — епізод
- А. Макарова — епізод
- В. Малков — епізод
- А. Хорін — епізод
- Г. Лапицька — епізод
- І. Катуніна — епізод
- В. Бамбуров — епізод
- Яна Федорова — епізод
- Тетяна Зюзенко — епізод
- Наташа Холмогорова — епізод
- Владик Синяков — епізод
- Алла Кузьменко — епізод
- Оля Кугач — епізод
- Вадик Юровських — епізод
- Жанна Керімтаєва — епізод

## Знімальна група
- Режисер — Микола Жуков
- Сценарист — Борис Медовой
- Оператор — Сергій Гаврилов
- Композитор — Олександр Двоскін
- Художник — Юрій Істратов